# Sakiszki
Sakiszki (lit. Sakiškės) − wieś na Litwie, w rejonie wileńskim, 9 km na zachód od Bezdanów, zamieszkana przez 94 ludzi. Przed II wojną światową w Polsce, w powiecie wileńsko-trockim województwa wileńskiego.